# Qingmingfesten

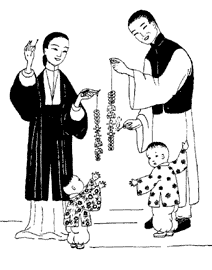
En familj tänder eld-offer under Qīngmíng jié

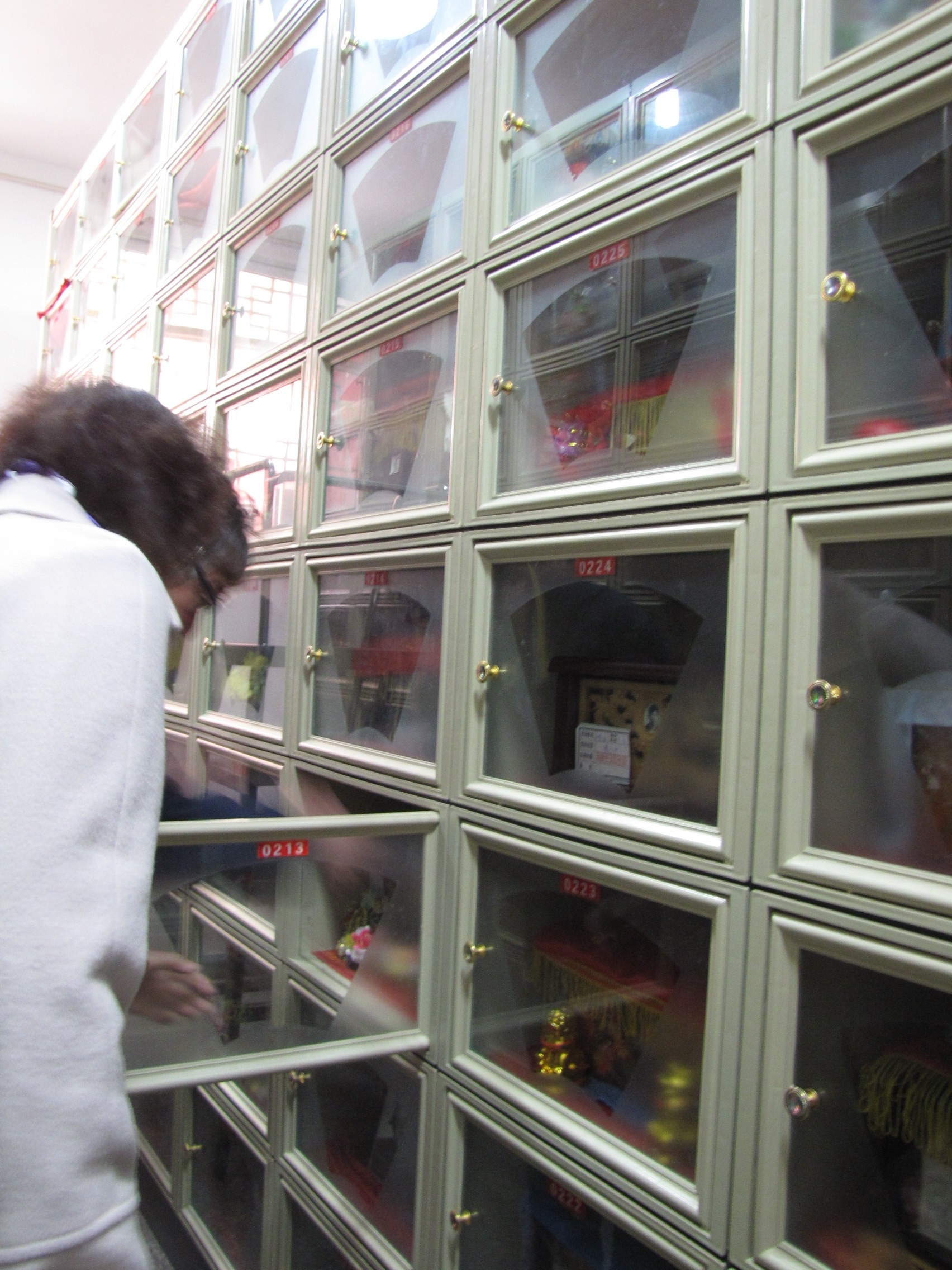
Modern gravplats: kolumbarium i en stor stad i nord-ost. En familj kommer för att hämta urnan för en Qingming-ceremoni

Qingmingfesten, Qīngmíng jié, är en traditionell kinesisk högtid. Den infaller i den kinesiska kalendern under våren på qingming, 104 dagar efter vintersolståndet.

## Qīngmíng jié idag
Festen har fått status av helgdag i Folkrepubliken Kina sedan 2008, på den 4 eller 5 april. 2009 inföll dessa dagar en lördag och söndag, så måndagen den 6 blev helgdag. De döda hedras genom att man sopar deras gravar och offrar mat.
I de stora städerna har begravningsplatser ersatts av kolumbarium, där nischer avsedda för förvaring av de gravurnor i vilka de kremerade avlidnas aska finns. Familjerna kommer för att söka reda på nischerna och återställer dem efter en familjeceremoni. På landsbygden träffas familjerna vid familjegravarna på fältet, för en måltid efter att ha rensat de jordhögar  som markerar dem..
Under festen dansar kineser även i sina traditionella kläder för att hedra de döda och för att locka ut dem från underjorden.